# Ruská anexe jihovýchodní Ukrajiny
Anexi jihovýchodní Ukrajiny vyhlásilo Rusko dne 30. září 2022 v průběhu probíhající invaze. Došlo jí k jednostrannému prohlášení Doněcké, Luhanské, Záporožské a Chersonské oblasti za území Ruska, přičemž při jejím vyhlášení Rusko plně neovládalo ani jednu z oblastí. Čtyři anektované regiony o rozloze 90 tisíc km² tvoří asi 15 % ukrajinského území. Jedná se o největší anexi v Evropě od druhé světové války. Vytvořila pozemní spojení mezi ruskou pevninou a již okupovaným Krymem a odřízla Ukrajinu od Azovského moře.
Rusko se při anexi opírá o místní referenda, ve kterých se mělo přes 98 % obyvatel vyslovit pro připojení území k Rusku, platnost takovýchto referend je však zpochybňována a není mezinárodně uznávána. Jejich zákonnost a platnost odmítla i OSN. Ukrajinský prezident Zelenskyj řekl, že „pokud budou okupanti pokračovat cestou pseudoreferend, uzavřou si pro sebe jakoukoli šanci na rozhovory s Ukrajinou a svobodným světem, které ruská strana bude v určitém okamžiku zjevně potřebovat“, a dále uvedl, že s Ruskem nebude Ukrajina vyjednávat, dokud bude jeho prezidentem Putin, a požádal o urychlené přijetí Ukrajiny do NATO.